# استوديو مذر
استوديو مذر (باليابانية: スタジオマザー株式会社، بالروماجي: Kabushiki-gaisha Sutajiomazā) هو استوديو رسوم متحركة ياباني، تأسس في مايو عام 2019 من قبل استوديو زيبيك، ويقع مقره في سوغينامي في طوكيو.

## أعمال الاستوديو

### مسلسلات أنمي تلفزيونية
| العنوان                                                                        | المخرج                      | تاريخ بداية العرض | تاريخ نهاية العرض | عدد الحلقات | المراجع |
| ------------------------------------------------------------------------------ | --------------------------- | ----------------- | ----------------- | ----------- | ------- |
| Arifureta: From Commonplace to World's Strongest Season 2                      | أكيرا إيواناغي              | 13 يناير 2022     | 31 مارس 2022      | 12          | [ 2 ]   |
| أكثر من متزوجين، لكن ليس حبيبين                                                | تاكاو كاتو جونيتشي ياماموتو | 9 أكتوبر 2022     | 25 ديسمبر 2022    | 12          | [ 3 ]   |
| As a Reincarnated Aristocrat, I'll Use My Appraisal Skill to Rise in the World | تاكاو كاتو                  | 2024              |                   |             | [ 4 ]   |

### أفلام أنمي
| العنوان                                                | المخرج      | تاريخ العرض   | المراجع |
| ------------------------------------------------------ | ----------- | ------------- | ------- |
| The "Space Battleship Yamato" Era: The Choice in 2202 ‏ | أتسوشي ساتو | 11 يونيو 2021 | [ 5 ]   |

## وصلات خارجية
- الموقع الرسمي